# 海野幸親
海野 幸親（うんの ゆきちか）は、平安時代末期の信濃国の武将。滋野行親（しげの の ゆきちか）と記されることもある。

## 概要
海野氏の祖とされることもある海野広道（廣通）の次男。源平合戦前後に活躍し、『平家物語』に木曾義仲の侍大将として子の幸広や幸氏と共に登場する。
『保元物語』に記載がある「宇野太郎」を海野太郎の誤字として海野幸親を指すとする説、他に出身を木曽中原氏（中原兼経の子）として、義仲の乳母父中原兼遠と兄弟で初めは中原兼保（なかはら の かねやす）と名乗ったという説、木曾義仲の四天王の一人根井行親と同一人物とする説があるなど、不明な点が多い。
兄の幸通の跡を継いで海野氏の当主となり、保元2年（1157年）の保元の乱では、300騎を率いて源義朝の下に参じた。寿永2年（1181年）の木曾義仲の挙兵に呼応して、横田河原の戦いに参戦している。そのまま義仲に従って上洛し、寿永2年（1183年）の備中水島の戦いで嫡男の幸広が平教経と戦って戦死している。同年の法住寺合戦に参加。翌寿永3年（1184年）1月21日の粟津の戦いにて討死し、義仲らと共に七条河原で獄門にかけられた（延慶本『平家物語』）。

## 支流・分家
- 根津氏（武家）
- 望月氏（武家）
- 真田氏（武家）
- 会田氏（武家）